# Stefano Gradi
Stefano Gradi (in croato Stjepan Gradić; Ragusa, 6 marzo 1613 – Roma, 7 maggio 1683) è stato uno scienziato, filosofo e poeta dalmata, originario di Ragusa.

## Biografia
Nato da Michele Gradi e Maria Benessa — entrambi di nobile schiatta — venne seguito negli studi dapprima dallo zio Giovanni Gradi e successivamente dal cugino Ignazio Tudisi, entrambi gesuiti, apprendendo i primi rudimenti delle umane lettere e di filosofia.
Essendosi dimostrato estremamente precoce e dotato, lo zio Pietro Benessa — segretario di Stato nella curia di papa Urbano VIII — lo chiamò a Roma e lo mise fra i convittori di un locale seminario. Dopo quattro anni, sorto un dissidio fra i superiori del seminario e i convittori, Pietro Benessa lo trasferì al Collegio Clementino, retto dai Padri Somaschi.
All'epoca dei suoi studi giovanili risale la prima opera nota: una disputa sulla filosofia di Aristotele (Peripateticae philosophiae pronunciata disputationibus proposita a Stephano Grado Patritio et Canonico Ragusino), già notevole per la profondità e l'ampiezza dell'analisi filosofica.
Presi gli ordini secolari, a 28 anni Gradi era già considerato un dotto sia nelle materie scientifiche che in quelle filosofiche e giuridiche.
Ottenne il ruolo di arciprete nella chiesa di Ragusa, ma in patria rimise piede molto raramente: vi tornò dopo 15 anni nel corso di un viaggio intrapreso per prendere possesso dell'abbazia dei Santi Cosma e Damiano presso l'isola di Pasman, cedutagli dal nobile concittadino Paolo Gozze. Nel frattempo era entrato a far parte della Collegiata della chiesa di San Girolamo degli Illirici, a Roma.
Divenuto consultore della Sacra Congregazione dell'Indice, entrò ben presto in una serie di dispute che ne incrinarono la posizione negli alti circoli papali. Entrato nelle grazie del cardinale Fabio Chigi, quando questi diventa papa col nome di papa Alessandro VII è costretto a scontare l'invidia di alcuni, che cercano di metterlo in cattiva luce col Santo Padre.
La sua fama di erudito però prese il sopravvento, ed entrò a far parte della ristrettissima cerchia di dotti che Alessandro VII volle a suo fianco per il commento delle opere letterarie.
È chiamato a tenere accademie di fronte al papa e alla regina Cristina di Svezia, proponendo temi filosofici, teologici e storici.
Nel 1653 venne nominato ambasciatore della Repubblica di Ragusa in Vaticano.
Nel 1661 Gradi fu prescelto come custode della Biblioteca Vaticana. In tale veste, essendosi estinta la dinastia dei Della Rovere ed essendo quindi stato devoluto il Ducato di Urbino alla chiesa, curò il trasferimento a Roma della ricchissima biblioteca dei duchi di Urbino.
Nel 1664 Alessandro VII spedì il Gradi in Francia, come segretario di una legazione presso Luigi XIV, e lì si fece conoscere per la sua erudizione. A seguito di un intrigo di corte, la sua nomina cardinalizia venne posticipata, ma nel 1667 ebbe luogo il tremendo terremoto che rase al suolo la sua città natale: l'evento gli fece passare in secondo piano le sue personali vicissitudini, e lo spinse ad intraprendere una serie di attività per salvare Ragusa. Ne perorò la causa di fronte al papa, organizzando la spedizione di messi presso varie corti d'Europa per richiedere aiuto, facendo spedire in città navi cariche di vettovaglie dal porto di Ancona, infine inviò dall'Italia un gran numero di architetti, scalpellini, fabbri e muratori per la ricostruzione, assieme ad un progetto per una nuova cattedrale, che sperando di veder costruita prima della propria morte riuscì a far sovvenzionare dal papa.
Nel 1679, Gradi si fece eleggere al Senato della Repubblica di Ragusa, e in veste questa volta di ambasciatore della Repubblica si presentò nuovamente da Luigi XIV per richiedere aiuto per la città. Tornato a Roma, si adoperò nuovamente per evitare una guerra fra Venezia e i turchi, che avrebbe visto Ragusa in prima fila.
I ragusei, riconosciuti i suoi eccezionali meriti, in segno di gratitudine intrapresero dei passi con Roma per far nominare Stefano Gradi Arcivescovo di Ragusa, nonostante un'antica legge vietasse il conferimento della carica ai connazionali, ma lui stesso chiese di essere dispensato dall'incarico, adducendo motivi di età, nonché il desiderio di continuare ad abitare a Roma.
Il 14 gennaio 1682, papa Innocenzo XI nominò Stefano Gradi prefetto della Biblioteca Vaticana, a coronamento di una vita spesa per il sapere. Ma il Gradi era già da più di un anno affetto da quella malattia che lo porterà alla morte, il 7 maggio 1683.
In sua memoria, una lapide venne murata all'interno della chiesa di san Girolamo degli Illirici.

## Opere
L'attività letteraria, di ricerca e di divulgazione di Gradi — considerata l'epoca — fu quantitativamente enorme. Lasciò più di novanta opere di teologia, scienze, letteratura e filosofia, nonché una serie di traduzioni in varie lingue. Entrò in corrispondenza con molti eruditi del tempo: più di duemila lettere sono rimaste fino ai nostri tempi.
Fra le sue opere principali si ricordano:
- Appiani Alex. Historia Romana de bellis Illyricis Gradio interprete, in Ioannis Lucii De regno Dalmatiae et Croatiae libri sex, Amsterdam, Joan Blaeu, 1668,  pp. 460-468.
- De vita, ingenio et studiis Junii Palmottae, Roma 1670
- Dissertationes quatuor Mathematicae, Amsterdam 1680
- Dissertatio de directione navis ope gubernaculi, de stellis etc., Amsterdam 1680